# Lilianae

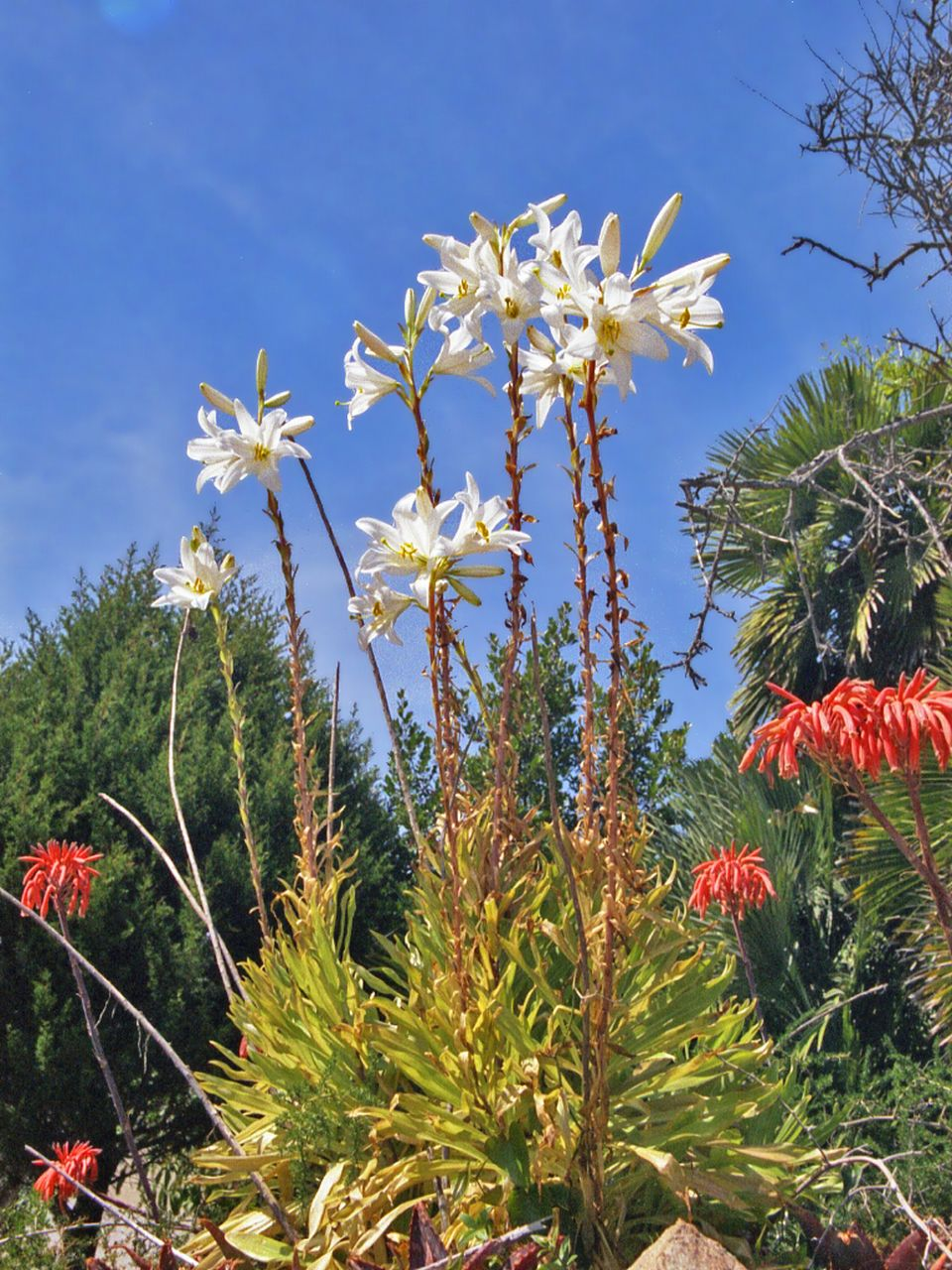
Lilium candidum.

Lilianae (também conhecida como Liliiflorae) é o nome botânico de uma superordem de plantas com flor que tem como tipo a família Liliaceae (e usualmente como ordem tipo as Liliales). A superordem foi proposta em 1966 e foi progressivamente substituindo o uso de Liliiflorae, nome introduzido em 1825 para uma ordem.

## Filogenia
| No cladogram specified! | Lilioid monocots |